# Vườn quốc gia Badlands
Vườn quốc gia Badlands (tiếng Lakota: Makȟóšiča) là một vườn quốc gia tại miền tây nam bang Nam Dakota, diện tích 242.756 mẫu Anh (379,306 dặm vuông Anh; 98.240 ha), nổi bật với những ụ đá xói mòn, núi đỉnh nhọn, và đồng cỏ hỗn hợp lớn nhất Hoa Kỳ. Vườn được quản lý bởi Cục Công viên Quốc gia Hoa Kỳ.
Vùng hoang dã Badlands chiếm 64.144 mẫu Anh (100,225 dặm vuông Anh; 25.958 ha) của vườn, đóng vai trò làm vùng hoang dã và khu vực tái du nhập chồn sương chân đen, loài động vật có vú trên cạn bị đe dọa nhất Bắc Mỹ.
Tuy được có phép dưới danh nghĩa "Tượng đài Quốc gia Badlands" vào ngày 4 tháng 3 năm 1929, đến ngày 25 tháng 1 năm 1939 nó mới được thành lập. Nó được tái thành lập làm một vườn quốc gia ngày 10 tháng 11 năm 1978.